# Kanton Pontchâteau
Der Kanton Pontchâteau (bretonisch Kanton Pontkastell-Keren) ist seit 1790 ein französischer Kanton in den Arrondissements Châteaubriant-Ancenis und Saint-Nazaire, im Département Loire-Atlantique und in der Region Pays de la Loire; sein Hauptort ist Pontchâteau. 

## Geschichte
Der Kanton entstand 1790. Von 1790 bis 2015 gehörten sechs Gemeinden zum Kanton Pontchâteau. Mit der Neuordnung der Kantone in Frankreich stieg die Zahl der Gemeinden 2015 auf 13. Von den bisherigen sechs Gemeinden wechselten Besné zum Kanton Saint-Nazaire-2 und Saint-Joachim zum Kanton Guérande. Zu den vier verbleibenden Gemeinden kamen alle Gemeinden der bisherigen Kantone Saint-Gildas-des-Bois und Saint-Nicolas-de-Redon hinzu.  

## Lage
Der Kanton liegt im Nordwesten des Départements Loire-Atlantique. 

## Gemeinden
Der Kanton besteht aus 13 Gemeinden mit insgesamt 49.955 Einwohnern (Stand: 1. Januar 2022) auf einer Gesamtfläche von 574,17 km²:
| Gemeinde                 | Gallo                 | Bretonisch            | Einwohner (2022) | Fläche (km²) | Code postal | Code Insee | Arrondissement        |
| ------------------------ | --------------------- | --------------------- | ---------------- | ------------ | ----------- | ---------- | --------------------- |
| Avessac                  | Aveczac               | Avezeg                | 2.451            | 76,49        | 44460       | 44007      | Châteaubriant-Ancenis |
| Crossac                  | Croczac               | Kroazieg              | 2.985            | 25,85        | 44160       | 44050      | Saint-Nazaire         |
| Drefféac                 | Dréféac               | Devrieg               | 2.288            | 14,16        | 44530       | 44053      | Saint-Nazaire         |
| Fégréac                  | Fegéréac              | Fegerieg              | 2.257            | 44,18        | 44460       | 44057      | Châteaubriant-Ancenis |
| Guenrouet                | Genroèt               | Gwenred               | 3.577            | 69,9         | 44530       | 44068      | Saint-Nazaire         |
| Missillac                | Misilhac              | Merzhelieg            | 5.619            | 59,55        | 44780       | 44098      | Saint-Nazaire         |
| Plessé                   | Plesei                | Plesei                | 5.281            | 104,38       | 44630       | 44128      | Châteaubriant-Ancenis |
| Pontchâteau              | Pont-Chastèu          | Pontkastell-Keren     | 11.249           | 55,79        | 44160       | 44129      | Saint-Nazaire         |
| Sainte-Anne-sur-Brivet   | Saentt-Ann-sur-Brivèt | Santez-Anna-ar-Brivet | 3.014            | 25,99        | 44160       | 44152      | Saint-Nazaire         |
| Sainte-Reine-de-Bretagne | Saentt-Reinn          | Santez-Rouanez-Breizh | 2.447            | 19,73        | 44160       | 44189      | Saint-Nazaire         |
| Saint-Gildas-des-Bois    | Saent-Gedas           | Gweltaz-Lambrizig     | 3.790            | 33,42        | 44530       | 44161      | Saint-Nazaire         |
| Saint-Nicolas-de-Redon   | Saent Nicolâ          | Sant-Nikolaz-an-Hent  | 3.304            | 22,32        | 44660       | 44185      | Châteaubriant-Ancenis |
| Sévérac                  | Séverac               | Severeg               | 1.693            | 22,41        | 44530       | 44196      | Saint-Nazaire         |
| Kanton Pontchâteau       | Pont-Chastèu          | Pontkastell-Keren     | 49.955           | 574,17       | -           | 4419       | -                     |

Der alte Kanton Pontchâteau umfasste sechs Gemeinden auf einer Fläche 231,12 km². Diese waren: Besné, Crossac, Pontchâteau (Hauptort), Sainte-Anne-sur-Brivet, Sainte-Reine-de-Bretagne und Saint-Joachim. Er besaß vor 2015 einen anderen INSEE-Code als heute, nämlich 4431.

### Bevölkerungsentwicklung
| 1962   | 1968   | 1975   | 1982   | 1990   | 1999   | 2006   | 2013   |
| ------ | ------ | ------ | ------ | ------ | ------ | ------ | ------ |
| 14.842 | 15.521 | 16.878 | 19.374 | 19.751 | 19.318 | 21.595 | 24.811 |

## Politik
Im 1. Wahlgang am 22. März 2015 erreichte keines der vier Wahlpaare die absolute Mehrheit. Bei der Stichwahl am 29. März 2015 gewann das Gespann Danielle Cornet (DVG)/Bernard Lebeau (PS) gegen Bernard Clouet/Dominique Fraslin (beide Union de la Droite) mit einem Stimmenanteil von 54,61 % (Wahlbeteiligung:48,56 %).
Seit 1945 hatte der Kanton folgende Abgeordnete im Rat des Départements:
| Vertreter im conseil général des Départements | Vertreter im conseil général des Départements | Vertreter im conseil général des Départements |
| Amtszeit                                      | Name                                          | Partei                                        |
| --------------------------------------------- | --------------------------------------------- | --------------------------------------------- |
| 1945–1951                                     | unbekannt                                     |                                               |
| 1951–1973                                     | Maurice Sambron                               | Républicains indépendants                     |
| 1974–1994                                     | Yves Mesnier                                  | DVD, dann RPR                                 |
| 1994–2002                                     | Dominique David                               | der RPR nahestehend                           |
| 2003–2015                                     | Bernard Clouet                                | DVD                                           |
| 2015–                                         | Danielle Cornet Bernard Lebeau                | DVG PS                                        |